# Parafia św. Stanisława w Zasowie
Parafia pw. Świętego Stanisława w Zasowie – parafia rzymskokatolicka znajdująca się w diecezji tarnowskiej w dekanacie Radomyśl Wielki.
Erygowana w XIV wieku. Mieści się pod numerem 139. Prowadzą ją księża diecezjalni.